# Vom Roten Fort nach Lalukhet
Vom Roten Fort nach Lalukhet (Urdu: لال قلعے سے لالوکھیت تک), d. h. vom Roten Fort in der nordindischen Stadt Delhi – der Festungs- und Palastanlage aus der Epoche des Mogulreiches in Indien – nach Lalukhet, dem Flüchtlingslager in Karatschi in Sindh, Pakistan, ist ein Urdu-Theaterstück von Khwaja Muinuddin (1924–1971).
Das Drama behandelt das Schicksal der muslimischen Flüchtlinge, der Mohajirs, nach der Teilung Indiens (am 14. August 1947) am Beispiel der Tragödie einer geflüchteten Familie.

„In Lal Qile se Lalukhet Tak ("From the Red Fort to Lalukhet"), by Khwajah Moinuddin, the comedy arises out of the pitiable condition of the refugees who leave their well-settled existence in Delhi dreaming of prosperity, take a tedious journey, and arrive homeless in Karachi to find shelter in thatched hovels.“

Die deutsche Orientalistin Annemarie Schimmel merkte dazu an, dass viele dieser Flüchtlinge „zu der intellektuellen Elite der indischen Muslime gehörten, die den Pakistan-Gedanken am begeistertsten aufgegriffen hatten, die aber jetzt für Jahre zu einem elenden Flüchtlingsdasein verdammt waren“.